# Grå gärdsmygssångare
Grå gärdsmygssångare (Calamonastes simplex) är en fågel i familjen cistikolor inom ordningen tättingar.

## Utseende och läte
Grå gärdsmygssångare är en mycket mörk och långstjärtad sångare. Fjäderdräkten är svartgrå med rödaktigt öga och vita spetsar på stjärten som ofta hålls rest. På närhåll syns tvärband på strupe, buk och undergump. Vanligaste lätet är ett ljudligt "chup" som avges ungefär en gång i sekunden.

## Utbredning och systematik
Fågeln förekommer i sydöstra Sydsudan, Etiopien, Somalia, Kenya, nordöstra Uganda och nordöstra Tanzania. Den behandlas som monotypisk, det vill säga att den inte delas in i några underarter.

### Familjetillhörighet
Cistikolorna behandlades tidigare som en del av den stora familjen sångare (Sylviidae). Genetiska studier har dock visat att sångarna inte är varandras närmaste släktingar. Istället är de en del av en klad som även omfattar timalior, lärkor, bulbyler, stjärtmesar och svalor. Idag delas därför Sylviidae upp i ett antal familjer, däribland Cisticolidae. 

## Levnadssätt
Grå gärdssmygssångare hittas i torr törnsavann och buskmarker. Den håller sig ofta dold i undervegetationen, men kan ses sjunga från busk- och trädtoppar.

## Status
Arten har ett stort utbredningsområde och beståndet anses vara stabilt. Internationella naturvårdsunionen IUCN listar den därför som livskraftig (LC).